# Bakit Majłuusuu
Bakit Majłuusuu (kirg. Футбол клубу «Бакит» Майлы-Суу) – kirgiski klub piłkarski, mający siedzibę w mieście Majłuusuu, na zachodzie kraju.

## Historia
Chronologia nazw:
- 1997: Ałga Majłuusuu (ros. «Алга» Майлуу-Суу)
- 1998: Swietotiechnika Majłuusuu (ros. «Светотехника» Майлуу-Суу)
- 2007: FK Majłuusuu (ros. ФК «Майлуу-Суу»)
- 2008: Bakit Majłuusuu (ros. «Бакит» Майлуу-Суу)

Piłkarski klub Ałga został założony w miejscowości Majłuusuu w roku 1997. W 1997 zespół startował w rozgrywkach o Puchar Kirgistanu, gdzie dotarł do 1/16 finału. W 1998 zmienił nazwę na Swietotiechnika Majłuusuu i debiutował w Wyższej Lidze, w której najpierw zajął 10.miejsce w grupie południowej, jednak nie zakwalifikował się do turnieju finałowego. W 1998, 1999, 2001, 2002 i 2005 występował w rozgrywkach o Puchar Kirgistanu. W 2007 przyjął nazwę FK Majłuusuu i znów startował w rozgrywkach pucharowych. W 2008 zmienił nazwę na Bakit Majłuusuu i grał w 1/16 finale Pucharu Kirgistanu.

## Sukcesy

### Trofea międzynarodowe
Nie uczestniczył w rozgrywkach azjatyckich (stan na 31-12-2015).

### Trofea krajowe
| \| \| Zdobyte trofea w rozgrywkach Kirgistanu (stan na: 31-12-2015) \| |                                                               |      |                      |
| Rozgrywki                                                              | Osiągnięcie                                                   | Razy | Sezon(y)             |
| Mistrzostwo                                                            | I miejsce                                                     | 0    |                      |
| Mistrzostwo                                                            | II miejsce                                                    | 0    |                      |
| Mistrzostwo                                                            | III miejsce                                                   | 0    |                      |
| Mistrzostwo                                                            | 10.miejsce                                                    | 1    | 1998 (gr.południowa) |
| Puchar                                                                 | zdobywca                                                      | 0    |                      |
| Puchar                                                                 | finalista                                                     | 0    |                      |
| Puchar                                                                 | 1/8 finału                                                    | 3    | 1998, 1999, 2001     |
| II liga                                                                | I miejsce                                                     | ?    |                      |
| II liga                                                                | II miejsce                                                    | ?    |                      |
| II liga                                                                | III miejsce                                                   | ?    |                      |
| Kirgistan                                                              | Zdobyte trofea w rozgrywkach Kirgistanu (stan na: 31-12-2015) |      |                      |

## Stadion
Klub rozgrywa swoje mecze domowe na stadionie Centralnym w Majłuusuu, który może pomieścić 1000 widzów.